# Calvin Harris
Adam Richard Wiles, mer känd under artistnamnet Calvin Harris, född 17 januari 1984 i Dumfries, är en brittisk (skotsk) sångare, låtskrivare, musikproducent och DJ. Han har släppt fem studioalbum och driver sitt eget skivbolag, Fly Eye Records, som han grundade 2010.
Hans guldsäljande debutalbum, I Created Disco, släpptes 2007 och innehöll topp tio-singlarna "Acceptable in the 80s" och "The Girls". Hans andra studioalbum, Ready for the Weekend (2009), nådde en förstaplats på UK Albums Chart och inkluderar även topplistevinnaren "I'm Not Alone", den brittiska topp fem-hiten "Ready for the Weekend" och singlarna "Flashback" och "You Used to Hold Me". 2011 producerade han Rihannas hitsingel "We Found Love".

## Diskografi i urval
Studioalbum
- 2007 – I Created Disco
- 2009 – Ready for the Weekend
- 2012 – 18 Months
- 2014 – Motion
- 2017 – Funk Wav Bounces Vol.1
- 2022 – Funk Wav Bounces Vol.2